# Teorema de Pi-Buckingham

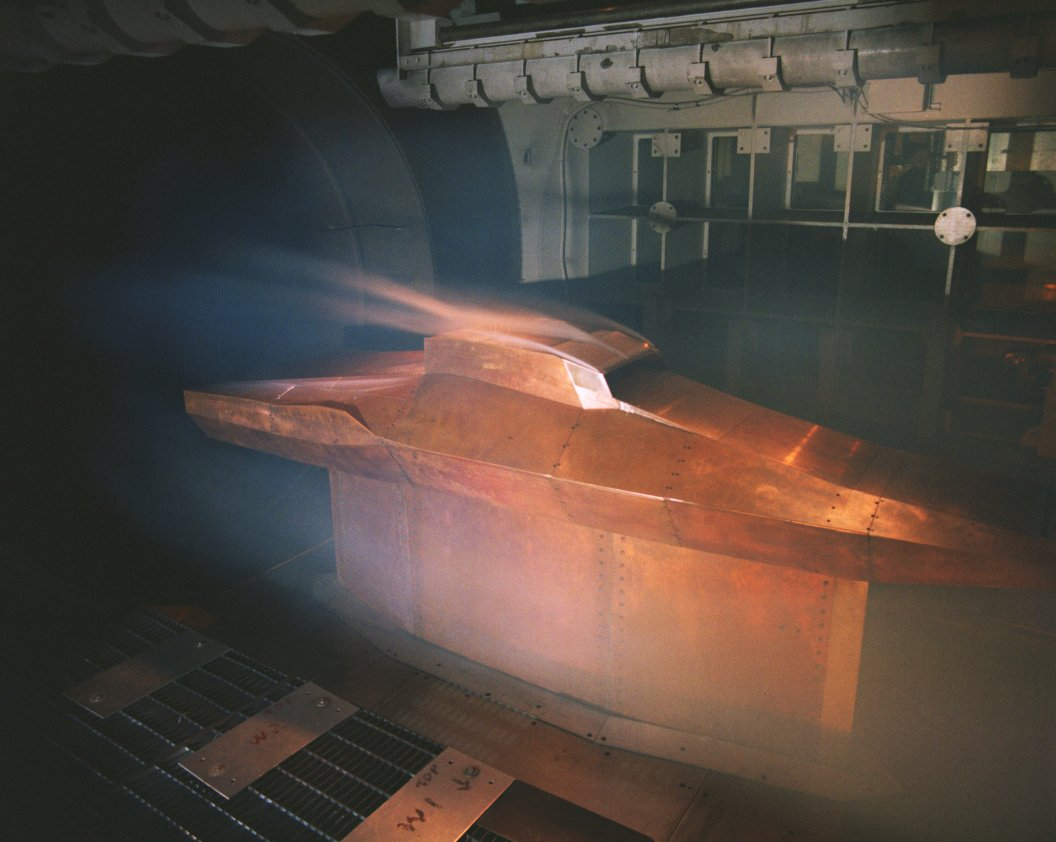
Model a escala natural (1:1) de l'avió hipersònic NASA X-43.

El  Teorema de Π (pi) de Vaschy-Buckingham  és el teorema fonamental de l'anàlisi dimensional. El teorema estableix que donada una relació física expressable mitjançant una equació en la qual estan involucrades  n  magnituds físiques o variables, i si aquestes variables s'expressen en termes de  k  quantitats físiques dimensionalment independents, llavors l'equació original pot escriure equivalentment com una equació amb una sèrie de  n - k  nombres adimensionals construïts amb les variables originals.
Aquest teorema proporciona un mètode de construcció de paràmetres adimensionals, fins i tot quan la forma de l'equació és desconeguda. De tota manera l'elecció de paràmetres adimensionals no és única i el teorema no tria quins tenen significat físic.
Si tenim una equació física que reflecteix la relació existent entre les variables que intervenen en un cert problema ha d'existir una funció f tal que:

(A){\displaystyle f(a_{1},a_{2},\ldots ,A_{n})=0\,}

on A i són les n variables o magnituds físiques rellevants, i s'expressen en termes de k unitats físiques independents. Llavors l'anterior equació es pot reescriure com:

{\displaystyle {\tilde {f}}(\pi _{1},\Pi _{2},\ldots ,\Pi _{nk})=0\,\!}

on {\displaystyle \scriptstyle \Pi _{i}} són els paràmetres adimensionals construïts de n - k equacions de la forma:

{\displaystyle \Pi _{i}=A_{1}^{M_{1}}a_{2}^{M_{2}}\cdots A_{n}^{m_{n}}}

on els exponents  m  i  són nombres enters. El nombre de termes adimensionals construïts n - k és igual a la nul·litat de la matriu dimensional on k és el rang de la matriu.
La notació de π i com a paràmetres adimensionals va ser introduïda per Edgar Buckingham en el seu article de 1914, d'aquí el nom del teorema. No obstant això, l'autoria del mateix ha d'adscriure Aimé Vaschy, qui el va enunciar el 1892.

## Exemple
Imaginem un problema on pretenem relacionar la resistència aerodinàmica o força aerodinàmica  F  a   sobre un cos, per exemple una esfera o qualsevol altra forma geomètrica, en funció de la seva grandària o dimensió característica  d , la densitat del fluid ρ, la viscositat η d'aquest i la velocitat del cos  v  en el si d'aquest fluid. Atès que sembla que aquestes variables haurien d'explicar per si mateixes la resistència aerodinàmica es té relació matemàtica del tipus:

(2){\displaystyle f(F_{a},\rho ,\eta ,v,d)=0\,}

Com que tenim 5 variables rellevants {\displaystyle \scriptstyle n=5}. Aquestes cinc variables no són dimensionalment independents, ja que des del punt de vista dimensional es té en termes de massa, temps i longitud que:

{\displaystyle {\begin{cases}[F_{a}]={\mbox{MLT}}^{-2}\\\ [\rho ]={\mbox{ML}}^{-3}\\\ [\eta ]={\mbox{ML}}^{-1}{\mbox{T}}^{-1}\\\ [v]={\mbox{LT}}^{-1}\\\ [d]={\mbox{L}}\end{cases}}}

en aquest cas es té per tant {\displaystyle \scriptstyle k=3}, ja que totes les magnituds són reduïbles a 3 magnituds dimensionals independents. Això implica que hi ha {\displaystyle \scriptstyle nk=2} combinanciones adimensionals tals que la relació(2)es pot reduir a la forma:

(3a){\displaystyle {\tilde {f}}(\pi _{1},\Pi _{2})=0\,}

Per continuar s'escullen arbitràriament 3 de les cinc magnituds originals com a "bàsiques" i es formen juntament amb les altres dues considerades "dependents" productes adimensionals. En aquest cas es prenen com a bàsiques per exemple ρ,  v  i  d  (encara que podria haver fet una altra elecció). Ara busquem exponents sencers tals que els productes siguin adimensionals:

(4){\displaystyle {\begin{cases}\Pi _{1}=\rho ^{a}v^{b}d^{c}F_{a}\\\Pi _{2}=\rho ^{\bar {a}}v^{\bar {b}}d^{\bar {c}}\eta \end{cases}}}

La condició d'adimensionals per {\displaystyle \scriptstyle \pi _{1}} porta que per exemple:

(5){\displaystyle {\mbox{M}}^{0}{\mbox{L}}^{0}{\mbox{T}}^{0}=({\mbox{ML}}^{-3})^{a}({\mbox{LT}}^{-1})^{b}{\mbox{L}}^{c}({\mbox{MLT}}^{-2})^{1}={\mbox{M}}^{a+1}{\mbox{L}}^{-3a+b+c+1}{\mbox{T}}^{-b-2}\,}

Això porta al sistema d'equacions sobre els enters:

(6){\displaystyle {\begin{cases}a+1=0\\-3a+b+c+1=0\\-b-2=0\end{cases}}\qquad \Rightarrow \qquad {\begin{cases}a=-1\\b=-2\\c=-2\end{cases}}}

Anàlogament per al paràmetre {\displaystyle \scriptstyle \Pi _{2}}, s'arriba a: {\displaystyle \scriptstyle {\bar {a}}=-1,\ {\bar {b}}=-1,\ {\bar {c}}=-1} i, per tant, la relació buscada és:

(3b){\displaystyle {\tilde {f}}\left({\frac {F_{a}}{\rho v^{2}d^{2}}},{\frac {\eta }{\rho vd}}\right)=0}

Si s'assumeixen certa condicions de regularitat i diferenciabilitat sobre la funció anterior, podrà usar-se el teorema de la funció implícita per escriure les relacions:

(7a){\displaystyle {\tilde {f}}(\Pi _{1},\Pi _{2})=0\Rightarrow \Pi _{1}=\Phi (\Pi _{2})\Rightarrow {\frac {F_{a}}{\rho v^{2}d^{2}}}=\Phi \left({\frac {\eta }{\rho vd}}\right)\Rightarrow F_{a}=\rho v^{2}d^{2}\Phi \left({\frac {\eta }{\rho vd}}\right)}

Aquesta última equació diu és consistent amb l'expressió comuna per a la resistència aerodinàmica:

(7b){\displaystyle F_{a}={\frac {1}{2}}C_{a}\rho v^{2}S_{ef}}

On, {\displaystyle \scriptstyle S_{ef}\ \varpropto \ d^{2}} i {\displaystyle \scriptstyle C_{a}\ =\ \Phi (Re)} és una funció del nombre de Reynolds que precisament és proporcional al paràmetre {\displaystyle \scriptstyle \Pi _{2}^{-1}}. Òbviament el teorema no és capaç de donar-nos tots els factors de proporcionalitat requerits, ni la forma funcional exacta d'algunes parts de la fórmula, però simplifica molt el conjunt d'expressions a partir de la qual hem de buscar les dades.

## Ús pràctic
Per reduir un problema dimensional a un altre adimensional amb menys paràmetres, se segueixen els següents passos generals:
1. Comptar el nombre de variables dimensionals  n .
2. Comptar el nombre d'unitats bàsiques (longitud, temps, massa, temperatura, etc.)  k
3. Determinar el nombre de grups adimensionals. Nombre de {\displaystyle r=n-k}.
4. Fer que cada nombre {\displaystyle \Pi _{i}} depengui de  n - m  variables fixes i que cada un depengui més d'una de les  m  variables restants (es recomana que les variables fixes siguin una del fluid, una geomètrica i una altra cinemàtica).
5. El nombre {\displaystyle \Pi } que contingui la variable que es vol determinar es posa com a funció dels altres nombres adimensionals.
6. El model ha de tenir els seus nombres adimensionals iguals als del prototip per assegurar similitud.
7. Es determina la dependència del nombre adimensional requerit experimentalment.